# Seznam danskih smučarskih tekačev
Seznam danskih smučarski tekačev.

## K
- Karl Peter Krisensen

## M
- Martin Møller

## O
- Jonas Thor Olsen

## S
- Sebastian Sørensen